# Samiilivka, Novomîkolaiivka
Samiilivka (în ucraineană Самійлівка) este localitatea de reședință a comunei Samiilivka din raionul Novomîkolaiivka, regiunea Zaporijjea, Ucraina.

## Demografie
Componența lingvistică a localității Samiilivka
     Ucraineană (92,69%)
     Rusă (6,16%)
     Alte limbi (0,23%)
Conform recensământului din 2001, majoritatea populației localității Samiilivka era vorbitoare de ucraineană (92,69%), existând în minoritate și vorbitori de rusă (6,16%).